# Longitarsus bethae
Longitarsus bethae là một loài bọ cánh cứng trong họ Chrysomelidae. Loài này được Savini & Escalona miêu tả khoa học năm 2005.